# 梁能仁
梁能仁（英語：Leung Nang Yan，1954年2月2日—），香港1980年代著名足球員，司職中場指揮官，因輸送甚「毒」，故有「陰毒仁」外號。他出身於元朗青年軍，曾先後效力元朗、南華、流浪、愉園等多支香港甲組球隊。

## 背景

### 早年生活
梁能仁早年在九龍尖沙咀亞士厘道居住，後因樓宇拆卸而移居粉嶺聯和墟。他有三兄一姊，父親是天星小輪駕駛員。就讀粉嶺公立學校和佛教大光中學（1966年至1967年中一），畢業於以足球聞名的堅道英文書院（中二至中五，被郭家明介紹轉讀）。小學階段已加入足球校隊，常與街坊郭家明一同到球場踢足球。

### 球員生涯
梁能仁於中學階段是校際足球比賽常客，1970年通過外援招募代表南邊圍村足球隊參加新界地區球隊元朗主辦的第一屆元朗夏令盃，繼而被發掘成為元朗甲組足球隊預備組球員。1972年，年僅十八歲便獲提升上甲組，1975年應邀加盟南華足球隊，為南華上陣209場射入46球，一向深受南華支持者愛戴。1982年夏天，南華改組管理層，由主席許晉奎、足球部主任周殿銘及教練黃興桂合組領導層鐵三角棄用梁能仁、池一坡等主將，梁能仁唯有轉投流浪，一年之後再轉投愉園。
梁能仁在愉園效力十多年，直至1995年4月23日，愉園為梁能仁於旺角球場舉行告別賽，共吸引到7,460名觀眾入場，歡送香港一代著名中場指揮官。1995－1996年度，梁能仁應流浪邀請復出，為協助流浪教導球員及臨時解決出場球員不足問題，以42歲高齡客串上陣5場，之後正式告別甲組生涯。近年梁能仁仍有為乙、丙組聯賽球隊效力。此外，他曾於1978年在由香港電台主辦的第一屆香港足球先生選舉中獲一眾記者投票選為香港足球先生，並於1978、79、80、81、86、87、88、89、90年，合共九次在香港足球明星選舉獲選為最佳十一人之一，並自1970年代中多次入選香港足球代表隊。擔任球員期間只有一次被球證罰一面黃牌，未曾被罰紅牌出場。

### 退役生活
梁能仁退役後，曾經在上水開設酒吧，並擔任北區青年訓練教練，現時是「阿仙奴(香港)足球學校」教練，教授12歲以下的小朋友踢足球。

## 個人榮譽
- 香港足球先生 一次（1977-78 季度）
- 香港足球明星選舉最佳十一人 九次（1977-78、1978-79、1979-80、1980-81、1985-86、1986-87、1987-88、1988-89和1989-90季度）

## 外部連結
- 香港足球總會球員註冊資料 （页面存档备份，存于）